# James Baskett
James Franklin Baskett (Indianapolis, 16 febbraio 1904 – Los Angeles, 9 luglio 1948) è stato un attore e cantante statunitense.

## Biografia
Iniziò a lavorare come farmacista a Indianapolis, tuttavia la politica razziale della Grande depressione lo costrinse ad abbandonare l'impiego e a cercare fortuna nelle città maggiori degli Stati Uniti. Amico del cantante Louis Armstrong, ottenne alcune parti in spettacoli e cabaret a Los Angeles, arrivando poi ad abbracciare l'arte della recitazione. Il maggiore successo di Baskett è la pellicola prodotta da Walt Disney I racconti dello zio Tom del 1946. Dopo questa fortunata esperienza però, l'attore, ebbe un infarto. Poco dopo  iniziò ad accusare una grave insufficienza cardiaca causata dal diabete di cui già soffriva, complice anche il suo notevole peso, dovendo così allontanarsi dalle scene. Successivamente partecipò ad un programma radiofonico, il quale dovette presto interrompere per l'aggravarsi delle sue condizioni di salute. Baskett morì il 9 luglio 1948 stroncato da un ulteriore infarto all'età di 44 anni. A marzo dello stesso anno aveva ricevuto un Oscar onorario per la sua straordinaria interpretazione dello zio Tom. Precedentemente, nel 1941, Baskett diede la voce a "Fats", uno dei corvi del film d'animazione di Walt Disney Dumbo - L'elefante volante.
Baskett oggi riposa nel Cimitero "Crown Hill" di Indianapolis, Indiana.

## Filmografia
- Sending a Wire, regia di Murray Roth – cortometraggio (1929)
- Harlem Is Heaven, regia di Irwin R. Franklyn (1932)
- 20,000 Cheers for the Chain Gang, regia di Roy Mack – cortometraggio (1933)
- Gone Harlem, regia di Irwin R. Franklyn (1932)
- Policy Man (1938)
- Straight to Heaven, regia di Arthur H. Leonard (1939)
- Comes Midnight (1940)
- Dumbo - L'elefante volante (Dumbo), regia di AA.VV. (1941) – voce
- Revenge of the Zombies, regia di Steve Sekely (1943)
- Crepi l'astrologo (The Heavenly Body), regia di Alexander Hall (1944)
- I racconti dello zio Tom (Song of the South), regia di Harve Foster e Wilfred Jackson (1946)

## Doppiatori italiani
Nelle versioni in italiano dei suoi lavori, James Baskett è stato doppiato da:
- Mario Besesti ne I racconti dello zio Tom (ed.1950)
- Alessandro Sperlì ne I racconti dello zio Tom (ridoppiaggio 1973)

Da doppiatore è sostituito da: 
- Cesare Polacco in Dumbo - L'elefante volante
- Mauro Zambuto ne I racconti dello zio Tom (ed.1950)
- Gianfranco Bellini ne I racconti dello zio Tom (ridoppiaggio 1973)